# Castell de Castellnou de Segrià
El castell de Castellnou de Segrià és en un tossal prop del poble. El castell pertanyia al nucli de Castellnou de Segrià, feu dels Templers, que el 1317 va unir-se amb Vilanova de Riudovelles, formant l'actual Vilanova de Segrià.

## Història
Castellnou de Segrià fou fundat pels templers de la comanda de Gardeny que hi alçaren un castell i hi edificaren cases. El 1231, per tal d'atraure poblament, Guillem de Castelló, mestre de l'orde, els atorgà carta de poblament. Els primers repobladors de Castellnou procedien de les «torres» de Gilabert, Riudovelles, Forcada, n'Armada i la de Segrià, que es corresponien amb diferents nuclis de poblament d'origen islàmic. El nous colonitzadors es comprometeren a edificar una muralla que englobés cases, places i forn de pa amb portals d'accés; els donadors es comprometien a concedir a cada família dues peces de terra en franc alou per a fer-hi eres i podien utilitzar herbes i pastures.
Tot el conjunt de «torres» esmentades donaren lloc a un nou poble anomenat en els documents Vilanova de Riudovelles que, fins als darrers anys del segle xiii, fou propietat directa de Lleida dominada per Guerau d'Oluja, una de les màximes autoritats dels hospitalers. El 1317 aquest el permutà per la comanda de Cervera i el lloc fou integrat en el Gran Priorat de Catalunya. Mentrestant, Castellnou de Segrià continuava sota el domini dels templers i a l'extinció de l'orde (el 1317) passà, com les seves altres senyories de la comarca, als hospitalers (aleshores Vilanova tenia 21 famílies i Castellnou 5). Des del 1318 ambdós pobles, units ja en un de sol amb el nom definitiu de Vilanova de Segrià, formaren part de la baronia d'Alguaire.

## Arquitectura
A desgrat de la construcció moderna, encara s'observen uns murs perimetrals que descansen directament en la roca de gres, els quals corresponen a les eres que es bastiren durant el segle passat a l'indret. Aquesta estructura podria correspondre a l'antic castell; a la cantonada nord es conserva una bona part d'un mur d'1 m d'alçada, fet de carreus de mides diferents que alternen amb maçoneria; l'arc de mig punt amb dovelles ben treballades es construí per a salvar un entrant de la roca i així mantenir la línia recta del mur. Tota la paret s'adapta al perfil geològic del terreny.
A l'est sembla que hi ha el basament d'una torre quadrangular, la qual seria la resta més segura que ha pervingut del castell. La part conservada d'1 m d'alçada i 3 m de llargada, és de carreus rectangulars ben cisellats, lligats amb morter de calç.
Es pot recollir en superfície material ceràmic que ens situa en un moment al voltant del segle xiii, per l'existència de terrissa grisa medieval, i una perduració fins al segle xv. Es tracta, en conseqüència d'una petita fortalesa construïda després de la conquesta cristiana del lloc, la qual va restar com un satèl·lit defensiu de la moderna població de Vilanova de Segrià.